# Makomanai Open Stadium
Il Makomanai Open Stadium è uno stadio situato a Sapporo, in Giappone. Oltre ad ospitare competizioni di pattinaggio di velocità, ha anche ospitato le cerimonie di apertura e chiusura degli XI Giochi olimpici invernali nel 1972.